# 吴莱
吳萊（1297年—1340年）。字立夫，本名来凤，门人私谥渊颖先生。浦阳（今浙江浦江）人，元朝学者。

## 生平
生於元成宗大德元年（1297年），集賢殿大學士吳直方長子，四歲時其母盛氏口授《孝经》、《论语》，方凤曾赞叹道：“此邦家材也”。延祐七年（1320年），荐为礼部编修，曾游齐鲁燕赵，後隐居松山，深研经史。有學生宋濂。吴莱还在云南发现了宋朝已部分失传《帝範》的完整版本。卒於惠宗至元六年（1340年），年四十四歲。
他所作散文，于当时社会危机有所触及，要求“德化”与“刑辟”并举，以维护统治。他也能作诗。《四库全书总目提要》稱：“吴与黄溍、柳贯并受业于宋方凤，再传而为宋濂，遂开明代文章之派。”著有《尚书标说》、《春秋世变图》、《乐府类编》、《唐律删要》等，后人选编其重要作品成《渊颖吴先生集》。

## 延伸阅读
[在维基数据编辑]
 《新元史/卷211》，出自柯劭忞《新元史》